# Ampulex laevigata
Ampulex laevigata là một loài côn trùng cánh màng trong họ Ampulicidae, thuộc chi Ampulex. Loài này được Kohl miêu tả khoa học lần đầu tiên vào năm 1893.